# Jezero Neuron

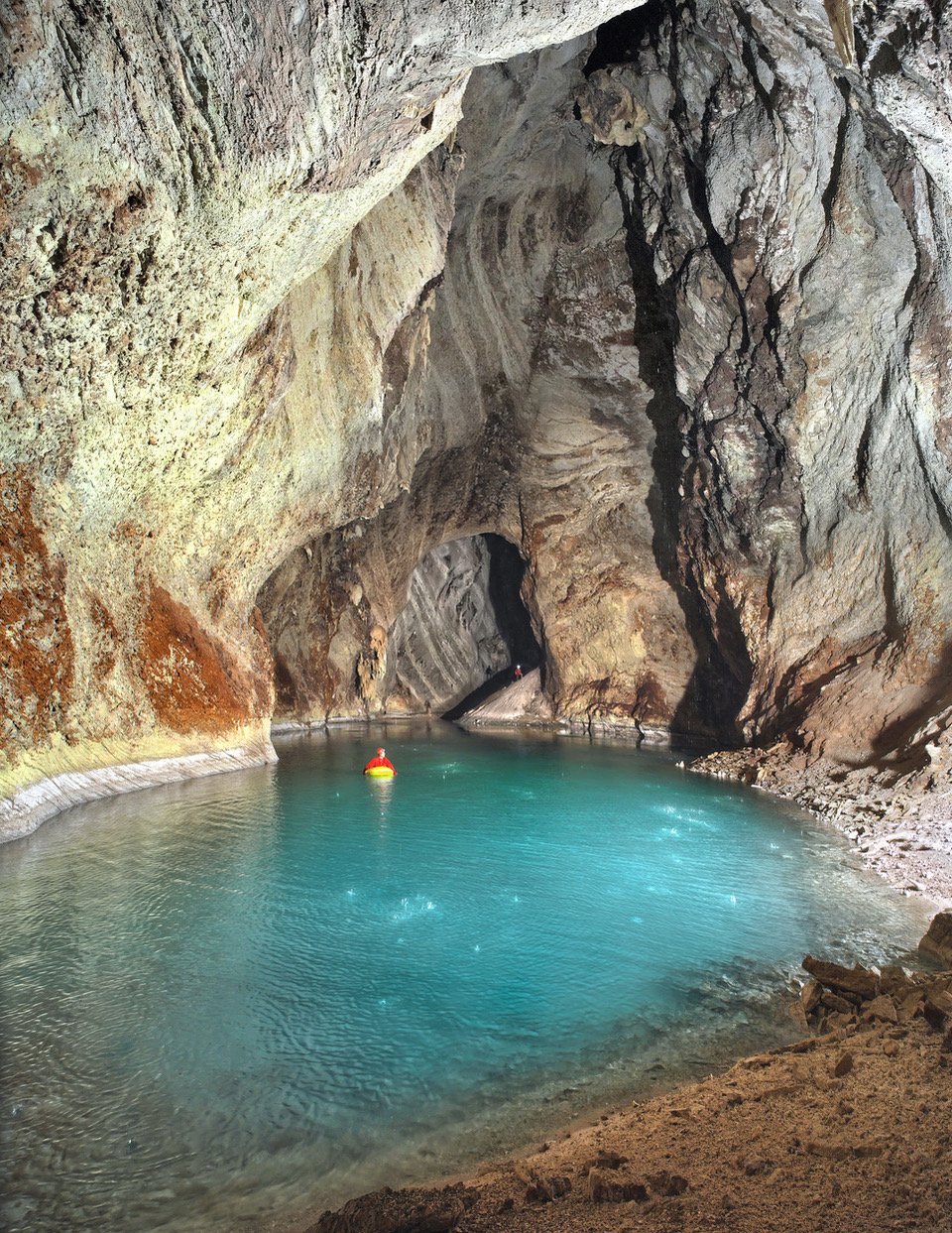
Pohled ze severu

Jezero Neuron je podzemní termální jezero poblíž Leskoviku v Albánii. Bylo objeveno českými vědci v roce 2025 a je největším známým podzemním termálním jezerem na světě. Nachází se 127 metrů pod povrchem. Jezero má délku 138 metrů, šířku 42 metrů, obvod 345 metrů a obsahuje přibližně 8 335 metrů krychlových termální vody.

## Objev
V únoru 2025 bylo oznámeno, že tým českých vědců objevil největší podzemní termální jezero na
světě. „Jezero Neuron“ bylo pojmenováno podle nadace Neuron podporující českou vědu, která expedici financovala. Tým, vedený českým speleologem  Markem Audym, využil nejmodernější skenovací technologie, včetně systému GeoSlam, což je metoda 3D skenování  používaná k vytváření přesných modelů jeskyní. Audy uvedl, že ho vždy přitahovaly neprozkoumané oblasti, mezi něž patří i Albánie.
Poprvé oblast navštívil jako kajakář a napadlo ho, že by zde mohly být termální jeskyně. To ho
inspirovalo k dalšímu průzkumu, který nakonec vedl k objevu.
Čeští vědci následně několik let zkoumali podzemní útvary v horských údolích na hranici Albánie a Řecka. V roce 2021 při expedici do údolí Vromoner poblíž Leskoviku v Albánii identifikovali rozsáhlý jeskynní systém s několika termálními prameny. Při sledování těchto termálních zdrojů objevili 127 metrů hlubokou propast, kterou nazvali „Atmos“. Na dně propasti vědci potvrdili existenci největšího známého termálního jezera.
Objev je významný příspěvek k hydrologickému a geologickému výzkumu regionu.

## Popis
Hypogenní vznik jeskyně je neobvyklý. Minerální voda vytlačovaná z hloubky obsahuje sirovodík, který při kontaktu se vzduchem oxiduje, čímž vzniká kyselina sírová, která přetváří vápenec na měkký sádrovec.